# Olympische Sommerspiele 2024/Badminton (Mixed)
Das Badminton-Mixed-Doppel bei den Olympischen Spielen 2024 in Paris fand vom 27. Juli bis 2. August 2024 in der neu erbauten Arena Porte de la Chapelle statt. Titelverteidiger waren die Chinesen Wang Yilu und Huang Dongping, die in Tokio im Finale 21:17, 17:21 und 21:19 gegen ihre Landsleute Zheng Siwei und Huang Yaqiong gewannen.

## Titelverteidiger
| Olympische Spiele 2020         | Wang Yilu Huang Dongping                | Tokio           |
| Weltmeisterschaften 2023       | Seo Seung-jae Chae Yoo-jung             | Kopenhagen      |
| Afrikameisterschaften 2024     | Koceila Mammeri Tanina Violette Mammeri | Kairo           |
| Panamerikameisterschaften 2024 | Presley Smith Allison Lee               | Guatemala-Stadt |
| Asienmeisterschaften 2024      | Feng Yanzhe Huang Dongping              | Ningbo          |
| Europameisterschaften 2024     | Thom Gicquel Delphine Delrue            | Saarbrücken     |
| Ozeanienmeisterschaften 2024   | Kenneth Choo Gronya Somerville          | Geelong         |

## Qualifikation
Die Qualifikation erfolgte ausschließlich über die sogenannte „Race-to-Paris-Ranking-List“, die Ergebnisse aus dem Zeitraum vom 1. Mai 2023 bis zum 28. April 2024 enthielt. Jeweils zwei Doppel pro Nation waren startberechtigt, wenn diese beide unter den Top 8 der Rangliste standen. Ansonsten durfte nur ein Doppel pro NOK an den Start gehen, bis ein Limit von 16 Doppeln erreicht war. Unter diesen 16 Doppeln musste mindestens ein Doppel jedes Kontinents vertreten sein.

## Setzliste
| Nr. | Paarung                       | Erreichte Runde |
| --- | ----------------------------- | --------------- |
| 01. | Zheng Siwei Huang Yaqiong     | Gold            |
| 02. | Feng Yanzhe Huang Dongping    | Viertelfinale   |
| 03. | Seo Seung-jae Chae Yoo-jung   | 4. Platz        |
| 04. | Yuta Watanabe Arisa Higashino | Bronze          |

## Ergebnisse

### Gruppenphase

#### Gruppe A
| Rang | Doppel                                   | Spiele | gew. | verl. | Sätze gew. | Sätze verl. | Punkte  |
| ---- | ---------------------------------------- | ------ | ---- | ----- | ---------- | ----------- | ------- |
| 1    | Zheng Siwei / Huang Yaqiong              | 3      | 3    | 0     | 6          | 0           | 128:75  |
| 2    | Kim Won-ho / Jeong Na-eun                | 3      | 1    | 2     | 3          | 4           | 130:135 |
| 3    | Thom Gicquel / Delphine Delrue           | 3      | 1    | 2     | 2          | 4           | 113:115 |
| 4    | Rinov Rivaldy / Pitha Haningtyas Mentari | 3      | 1    | 2     | 2          | 5           | 98:144  |

| Doppel 1                                 | Ergebnis                  | Doppel 2                                 |
| 27. Juli 2024, 15:41 Uhr                 | 27. Juli 2024, 15:41 Uhr  | 27. Juli 2024, 15:41 Uhr                 |
| ---------------------------------------- | ------------------------- | ---------------------------------------- |
| Zheng Siwei / Huang Yaqiong              | 2:0 (21:14, 23:21)        | Thom Gicquel / Delphine Delrue           |
| 27. Juli 2024, 16:07 Uhr                 |                           |                                          |
| Kim Won-ho / Jeong Na-eun                | 1:2 (20:22, 21:14, 19:21) | Rinov Rivaldy / Pitha Haningtyas Mentari |
| 28. Juli 2024, 14:00 Uhr                 |                           |                                          |
| Zheng Siwei / Huang Yaqiong              | 2:0 (21:10, 21:3)         | Rinov Rivaldy / Pitha Haningtyas Mentari |
| 28. Juli 2024, 14:50 Uhr                 |                           |                                          |
| Kim Won-ho / Jeong Na-eun                | 2:0 (22:20, 21:16)        | Thom Gicquel / Delphine Delrue           |
| 29. Juli 2024, 09:20 Uhr                 |                           |                                          |
| Zheng Siwei / Huang Yaqiong              | 2:0 (21:13, 21:14)        | Kim Won-ho / Jeong Na-eun                |
| 29. Juli 2024, 10:10 Uhr                 |                           |                                          |
| Rinov Rivaldy / Pitha Haningtyas Mentari | 0:2 (13:21, 15:21)        | Thom Gicquel / Delphine Delrue           |

#### Gruppe B
| Rang | Doppel                                           | Spiele | gew. | verl. | Sätze gew. | Sätze verl. | Punkte  |
| ---- | ------------------------------------------------ | ------ | ---- | ----- | ---------- | ----------- | ------- |
| 1    | Seo Seung-jae / Chae Yoo-jung                    | 3      | 3    | 0     | 6          | 1           | 136:97  |
| 2    | Dechapol Puavaranukroh / Sapsiree Taerattanachai | 3      | 2    | 1     | 5          | 2           | 136:105 |
| 3    | Robin Tabeling / Selena Piek                     | 3      | 1    | 2     | 2          | 4           | 100:111 |
| 4    | Koceila Mammeri / Tanina Mammeri                 | 3      | 0    | 3     | 0          | 4           | 67:126  |

| Doppel 1                                         | Ergebnis                  | Doppel 2                                         |
| 27. Juli 2024, 8:30 Uhr                          | 27. Juli 2024, 8:30 Uhr   | 27. Juli 2024, 8:30 Uhr                          |
| ------------------------------------------------ | ------------------------- | ------------------------------------------------ |
| Seo Seung-jae / Chae Yoo-jung                    | 2:0 (21:10, 21:7)         | Koceila Mammeri / Tanina Mammeri                 |
| 27. Juli 2024, 10:15 Uhr                         |                           |                                                  |
| Dechapol Puavaranukroh / Sapsiree Taerattanachai | 2:0 (21:14, 21:16)        | Robin Tabeling / Selena Piek                     |
| 28. Juli 2024, 19:30 Uhr                         |                           |                                                  |
| Dechapol Puavaranukroh / Sapsiree Taerattanachai | 2:0 (21:14, 21:9)         | Koceila Mammeri / Tanina Mammeri                 |
| 28. Juli 2024, 21:10 Uhr                         |                           |                                                  |
| Seo Seung-jae / Chae Yoo-jung                    | 2:0 (21:16, 21:12)        | Robin Tabeling / Selena Piek                     |
| 29. Juli 2024, 14:02 Uhr                         |                           |                                                  |
| Seo Seung-jae / Chae Yoo-jung                    | 2:1 (21:16, 10:21, 21:15) | Dechapol Puavaranukroh / Sapsiree Taerattanachai |
| 29. Juli 2024, 14:48 Uhr                         |                           |                                                  |
| Robin Tabeling / Selena Piek                     | 2:0 (21:18, 21:9)         | Koceila Mammeri / Tanina Mammeri                 |

#### Gruppe C
Die dänische Paarung Mathias Christiansen / Alexandra Bøje qualifizierte sich im Mixed für Olympia, zog aber vor Beginn der Spiele zurück, da Mathias Christiansen bei drei seiner Aufenthaltsortsangaben unabsichtlich Fehler gemacht hatte und damit eine Strafe riskierte. Gemäß den Anti-Doping-Bestimmungen mussten Athleten in den drei Monaten vor den Olympischen Spielen täglich ihren Aufenthaltsort melden. 
| Rang | Doppel                                | Spiele                              | gew.                                | verl.                               | Sätze gew.                          | Sätze verl.                         | Punkte                              |
| ---- | ------------------------------------- | ----------------------------------- | ----------------------------------- | ----------------------------------- | ----------------------------------- | ----------------------------------- | ----------------------------------- |
| 1    | Yuta Watanabe / Arisa Higashino       | 2                                   | 2                                   | 0                                   | 4                                   | 1                                   | 98:83                               |
| 2    | Tang Chun Man / Tse Ying Suet         | 2                                   | 1                                   | 1                                   | 3                                   | 2                                   | 98:82                               |
| 3    | Ye Hong-wei / Lee Chia-hsin           | 2                                   | 0                                   | 2                                   | 0                                   | 4                                   | 53:84                               |
| WD   | Mathias Christiansen / Alexandra Bøje | zurückgezogen (vor Wettkampfbeginn) | zurückgezogen (vor Wettkampfbeginn) | zurückgezogen (vor Wettkampfbeginn) | zurückgezogen (vor Wettkampfbeginn) | zurückgezogen (vor Wettkampfbeginn) | zurückgezogen (vor Wettkampfbeginn) |

| Doppel 1                        | Ergebnis                  | Doppel 2                      |
| 27. Juli 2024, 14:00 Uhr        | 27. Juli 2024, 14:00 Uhr  | 27. Juli 2024, 14:00 Uhr      |
| ------------------------------- | ------------------------- | ----------------------------- |
| Tang Chun Man / Tse Ying Suet   | 2:0 (21:13, 21:13)        | Ye Hong-wei / Lee Chia-hsin   |
| 28. Juli 2024, 21:10 Uhr        |                           |                               |
| Yuta Watanabe / Arisa Higashino | 2:0 (21:14, 21:13)        | Ye Hong-wei / Lee Chia-hsin   |
| 29. Juli 2024, 21:10 Uhr        |                           |                               |
| Yuta Watanabe / Arisa Higashino | 2:1 (21:17, 14:21, 21:14) | Tang Chun Man / Tse Ying Suet |

#### Gruppe D
| Rang | Doppel                       | Spiele | gew. | verl. | Sätze gew. | Sätze verl. | Punkte  |
| ---- | ---------------------------- | ------ | ---- | ----- | ---------- | ----------- | ------- |
| 1    | Chen Tang Jie / Toh Ee Wei   | 3      | 3    | 0     | 6          | 1           | 148:122 |
| 2    | Feng Yanzhe / Huang Dongping | 3      | 2    | 1     | 5          | 2           | 136:114 |
| 3    | Terry Hee / Tan Wei Han      | 3      | 1    | 2     | 2          | 4           | 105:115 |
| 4    | Vinson Chiu / Jennie Gai     | 3      | 0    | 3     | 0          | 6           | 91:129  |

| Doppel 1                     | Ergebnis                  | Doppel 2                   |
| 27. Juli 2024, 8:30 Uhr      | 27. Juli 2024, 8:30 Uhr   | 27. Juli 2024, 8:30 Uhr    |
| ---------------------------- | ------------------------- | -------------------------- |
| Feng Yanzhe / Huang Dongping | 2:0 (21:11, 21:14)        | Vinson Chiu / Jennie Gai   |
| 27. Juli 2024, 9:31 Uhr      |                           |                            |
| Chen Tang Jie / Toh Ee Wei   | 2:0 (23:21, 21:12)        | Terry Hee / Tan Wei Han    |
| 28. Juli 2024, 8:30 Uhr      |                           |                            |
| Feng Yanzhe / Huang Dongping | 2:0 (21:13, 21:17)        | Terry Hee / Tan Wei Han    |
| 28. Juli 2024, 11:00 Uhr     |                           |                            |
| Chen Tang Jie / Toh Ee Wei   | 2:0 (21:15, 24:22)        | Vinson Chiu / Jennie Gai   |
| 29. Juli 2024, 08:30 Uhr     |                           |                            |
| Feng Yanzhe / Huang Dongping | 1:2 (21:17, 15:21, 16:21) | Chen Tang Jie / Toh Ee Wei |
| 29. Juli 2024, 11:00 Uhr     |                           |                            |
| Terry Hee / Tan Wei Han      | 2:0 (21:17, 21:12)        | Vinson Chiu / Jennie Gai   |

### Finalrunde
|  | Viertelfinale | Viertelfinale                                  | Viertelfinale                 | Viertelfinale | Viertelfinale |                               |                             | Halbfinale | Halbfinale      | Halbfinale      | Halbfinale      | Halbfinale      |                 |    | Finale                    | Finale                        | Finale | Finale | Finale |
|  |               |                                                |                               |               |               |                               |                             |            |                 |                 |                 |                 |                 |    |                           |                               |        |        |        |
|  | A1            | Zheng Siwei Huang Yaqiong                      | 21                            | 21            |               |                               |                             |            |                 |                 |                 |                 |                 |    |                           |                               |        |        |        |
|  | D2            | Feng Yanzhe Huang Dongping                     | 16                            | 15            |               |                               |                             |            |                 |                 |                 |                 |                 |    |                           |                               |        |        |        |
|  | D2            | Feng Yanzhe Huang Dongping                     | 16                            | 15            |               | A1                            | Zheng Siwei Huang Yaqiong   | 21         | 21              |                 |                 |                 |                 |    |                           |                               |        |        |        |
|  |               |                                                |                               |               |               | A1                            | Zheng Siwei Huang Yaqiong   | 21         | 21              |                 |                 |                 |                 |    |                           |                               |        |        |        |
|  |               | C1                                             | Yuta Watanabe Arisa Higashino | 14            | 15            |                               |                             |            |                 |                 |                 |                 |                 |    |                           |                               |        |        |        |
|  | C1            | C1                                             | Yuta Watanabe Arisa Higashino | 14            | 15            | Yuta Watanabe Arisa Higashino | 23                          | 21         |                 |                 |                 |                 |                 |    |                           |                               |        |        |        |
|  | C1            |                                                |                               |               |               |                               |                             | 21         |                 |                 |                 |                 |                 |    |                           |                               |        |        |        |
|  | B2            | Dechapol Puavaranukroh Sapsiree Taerattanachai | 21                            | 14            |               |                               |                             |            |                 |                 |                 |                 |                 |    |                           |                               |        |        |        |
|  |               |                                                |                               |               |               |                               |                             |            |                 |                 |                 |                 |                 | A1 | Zheng Siwei Huang Yaqiong | 21                            | 21     |        |        |
|  |               | A2                                             | Kim Won-ho Jeong Na-eun       | 8             | 11            |                               |                             |            |                 |                 |                 |                 |                 |    |                           |                               |        |        |        |
|  | C2            | Tang Chun Man Tse Ying Suet                    | 15                            | 10            |               |                               |                             |            |                 |                 |                 |                 |                 |    |                           |                               |        |        |        |
|  | B1            | Seo Seung-jae Chae Yoo-jung                    | 21                            | 21            |               |                               |                             |            |                 |                 |                 |                 |                 |    |                           |                               |        |        |        |
|  | B1            | Seo Seung-jae Chae Yoo-jung                    | 21                            | 21            |               | B1                            | Seo Seung-jae Chae Yoo-jung | 16         | 22              | 21              |                 |                 |                 |    |                           |                               |        |        |        |
|  |               |                                                |                               |               |               | B1                            | Seo Seung-jae Chae Yoo-jung | 16         | 22              | 21              |                 |                 |                 |    |                           |                               |        |        |        |
|  |               | A2                                             | Kim Won-ho Jeong Na-eun       | 21            | 20            | 23                            |                             |            | Spiel um Bronze | Spiel um Bronze | Spiel um Bronze | Spiel um Bronze | Spiel um Bronze |    |                           |                               |        |        |        |
|  | A2            | A2                                             | Kim Won-ho Jeong Na-eun       | 21            | 20            | 23                            | Kim Won-ho Jeong Na-eun     | 21         | Spiel um Bronze | Spiel um Bronze | Spiel um Bronze | Spiel um Bronze | Spiel um Bronze | 21 |                           |                               |        |        |        |
|  | A2            |                                                |                               |               |               |                               |                             |            |                 |                 |                 |                 |                 |    |                           |                               |        |        |        |
|  | D1            | Chen Tang Jie Toh Ee Wei                       | 19                            | 14            |               |                               |                             |            |                 |                 |                 |                 |                 |    | C1                        | Yuta Watanabe Arisa Higashino | 21     | 22     |        |
|  |               |                                                |                               |               |               |                               |                             |            |                 |                 |                 |                 |                 |    | B1                        | Seo Seung-jae Chae Yoo-jung   | 13     | 20     |        |

## Sieger und Platzierte
| Platz | Land | Sportler                                         |
| ----- | ---- | ------------------------------------------------ |
| 1     | CHN  | Zheng Siwei / Huang Yaqiong                      |
| 2     | KOR  | Kim Won-ho / Jeong Na-eun                        |
| 3     | JPN  | Yuta Watanabe / Arisa Higashino                  |
| 4     | KOR  | Seo Seung-jae / Chae Yoo-jung                    |
| 5     | CHN  | Feng Yanzhe / Huang Dongping                     |
| 5     | THA  | Dechapol Puavaranukroh / Sapsiree Taerattanachai |
| 5     | HKG  | Tang Chun Man / Tse Ying Suet                    |
| 5     | MAS  | Chen Tang Jie / Toh Ee Wei                       |